# Michał Świrski (1690–1738)
Michał Świrski herbu Szaława (ur. ok. 1690, zm. 1738) – wojski większy lwowski.
Syn Stanisława Świrskiego, wojskiego lwowskiego i Anny Kakowskiej herbu Kościesza urodził się około 1690 r. 
19 listopada 1722 r. po raz pierwszy jest wzmiankowany jako wojski większy lwowski. Ostatnio wzmiankowany z tym urzędem 18 sierpnia 1738 r. i wkrótce zmarł, bowiem jego następca, Marcin Łoś otrzymał nominację 24 listopada tego r. 
Żonaty z Ewą Wojakowską herbu Brochwicz, córką Jana, kasztelana przemyskiego i Zofii Silnickiej. Pozostawił licznych potomków, m.in. Iwa, który używał również imienia Jan, pisarza grodzkiego żydaczowskiego.